# Carlos José Caballero
Carlos José Caballero (Córdoba, 1917 - 1981) fue un abogado argentino. Fue gobernador de Córdoba entre 1967 y 1969, y renunció luego del movimiento de protesta conocido como el Cordobazo.

## Biografía
Nació en la Ciudad de Córdoba el 13 de septiembre de 1917, y estudió en la Facultad de Derecho de la Universidad Nacional de Córdoba, recibiéndose con la especialidad de derecho laboral y Ciencias Sociales. Con posterioridad, fue profesor de ética y de historia argentina en la escuela superior de comercio “Manuel Belgrano” de su ciudad natal, profesor de ética, derecho constitucional y aeronáutico en la Escuela Militar de Aviación, profesor de economía política y doctrina social en la Universidad Católica de Córdoba.
Se desempeñó como juez en lo civil entre los años 1950 y 1955, siendo a partir de este último año y hasta 1956, camarista del trabajo. Ocupó la presidencia del Superior Tribunal de Justicia de la provincia de Córdoba de 1966 a 1967.
El 13 de septiembre de 1967 es nombrando Gobernador en la provincia de Córdoba. Asumió  el día 13 de septiembre, e inmediatamente nombró al Dr. Luis Martínez Goletti como ministro de gobierno, al Dr. Alfredo Lozada Echenique, en la cartera de hacienda (quien sería sustituido en octubre de 1968 por el Dr. Miguel A. Rodríguez de la Torre), al Ing. Roberto Amengual, en la de obras públicas, al Dr. José M. Fragueiro, en la de educación y cultura y al Dr. Carlos Consigli, como ministro de salud pública.
Caballero da comienzo a su gobierno en un ambiente donde predominaban las huelgas, la lucha sindical y los movimientos estudiantiles. El 10 de octubre de 1967 se dirigió a la localidad de Obispo Trejo (departamento Río Primero) y dos días después a Deán Funes (departamento Ischilín), dirigiéndose posteriormente a Marcos Juárez, Río Cuarto, Miramar, Elena, y otros puntos del interior de la provincia; dichas recorridas tenían por finalidad tomar conocimiento cercano de las necesidades del mismo.
Después del movimiento de protesta del 29 de mayo de 1969, el Cordobazo, el gobernador Caballero vio sumamente debilitado su gobierno, siendo reemplazado en ese cargo el 16 de junio. Posteriormente, Caballero siguió su vida como embajador argentino en Perú, desde febrero de 1970 hasta enero de 1971. Falleció en 1981.